# بسکام
بسکام ای وی آر (BASCOM-AVR) نرم‌افزاری است برای برنامه نویسی و طراحی مدارات الکترونیکی بر اساس میکروکنترلرها با استفاده از زبان برنامه‌نویسی بیسیک که توسط مارک آلبرتز برنامه نویسی و توسعه داده می‌شود.
با این نرم‌افزار می‌توان با استفاده از آی سیهای خانواده AVR و MCS-8051 مدارات پیشرفته و قابل انعطاف ایجاد کرد. غیر از این نرم‌افزار، نرم‌افزارهای دیگری نیز برای برنامه نویسی این آی سی‌ها وجود دارد که البته با توجه به قدرت، آسانی و انعطاف‌پذیری فوق العاده این نرم‌افزار مخصوصاً در سطح آماتوری بسیار مورد توجه قرار گرفته‌است. 